# Comtat de Maasgau
El comtat de Maasgau o Masau fou una jurisdicció feudal del Sacre Imperi Romanogermànic formada per les terres als dos costats del Mosa (Maas en alemany) que li donava nom; estava format per diversos pagus com el de Luihgau (Lieja) que s'estenia pels dos costats del riu, el pagus de Teisterbant, el de Tettuaria (a la riba dreta). Es dividia en Alt i Baix Maasgau. La principal població era Maastricht (Mosa Trajectus)

## Història
Hi hauria hagut un primer comte Gislebert abans del 943 però la seva relació amb els comtes posteriors és desconeguda. Vers 839/843 s'esmenta al comte Gislebert de Maasgau (mort vers 877/892) que seria doncs Gislebert II, un noble d'origen desconegut potser nomenat per Lotari I, la filla del qual, Ermengarda, fou segrestada el 846 per Gislebert i s'hi va casar; el matrimoni fou finalment reconegut el 849 i fou restaurat com a comte i vers el 863 se li va cedir una part de la regió de Darnau, que pertanyia al comtat de Lomme però va restar com a comte de Maasgau; no se sap en tot cas si Gislebert va governar els dos Maasgaus o només un.
En la partició de Meerssen del 8 d'agost del 870 Les terres a l'oest del riu van quedar per Carles II el Calb de França, i fou llavors quan va nomenar com a comte a Enguerrand I que ho era també a Gant, a Kortrijk i a Tournai. El 880 el tractat de Ribemont va entregar el territori a Alemanya i aleshores el Maasgau fou entregat al noble Renyer del Coll Llarg, fill de Gislebert, però aquest eclipsi de deu anys li hauria fet perdre part del poder al Maasgau.
Arnulf de Caríntia feia una donació de l'abadia de Sant Servatius al comitatu Maselant en favor de la catedral de Trèveris per carta d'1 de juliol del 889 i és improbable que això s'hagués fet si Renyer hagués conservat l'autoritat a tots els territoris del seu pare. Segons Léon Vanderkindere La disputa sobre l'abadia de Sant Servatius hauria estat la causa del trencament entre Renyer I i Zuentibold de Lotaríngia el 988, que li va costar la confiscació dels béns (va poder tornar i va morir el 915/916 però llavors Lotaríngia estava en mans de França).
Llavors el Maasgau fou donat a Sigard, que va governar sens dubte Luihgau i Hainaut però ja no tenia jurisdicció a Lomme i segurament a altres parts del Maasgau original. El 911 la noblesa de Lotaríngia va proclamar rei a Carles el Simple de França; així Sigard, com els nobles que havien proclamat al francès, va mantenir el càrrec.
Finalment el rei va optar per un noble de fidelitat més segura i va designar comte de Maasgau vers el 920 a Enguerrand II, parent d'aquell Enguerrand I que havia estat comte quan la Lotaríngia havia estat de França per primer cop entre 870 i 880. El 925 Enric el Falconer va recuperar tota la Lotaríngia i va donar el Baix Maasgau o Hainaut a Renyer II i l'Alt Maasgau a Gislebert, fills de Renyer I del Coll Llarg, que l'havien ajudat en la recuperació del país. Tres o quatre anys després Gislebert, es va casar amb la filla d'Enric, Gerberga de Saxònia, i va ser nomenat duc de Lotaríngia. Reyner II va morir després del 932 i el va succeir el seu fill Reyner III (que com el seu avi fou anomenat Renyer III del Coll Llarg). Gislebert fou duc i comte fins al 939 quan revoltat contra el seu cunyat Otó I fou derrotat i va morir en un combat a la vora del Rin el 2 d'octubre del 939.
A partir d'aqui la història del Massgau ja se separa entre Lieja i Hainaut. És possible que un noble vassall de Gislebert, Immo, hagués estat nomenat comte de Luihgau i el seu nebot Renyer III hauria estat mantingut a l'Hainaut (el que implicava que cap dels dos va donar suport a la revolta de Gislebert). Van aparèixer altres comtats menors: Nibelung, fill de Ricfrid comte de Betuwe, va rebre Ruremonde, Linne, Vlodrop i Melick de Baldric bisbe d'Utrecht; el comte Ansfrid III, després bisbe d'Utrech, era comte de Huy i altres llocs; moltes terres foren donades als bisbes de Lieja; els senyors de Horn, Cuyk i Kessel van començar a despuntar a la riba esquerra del Mosa; i Wassenberg, Falkenberg i Heinsberg van aparèixer a la riba dreta.

## Llista de comtes
- Gislebert I, mort vers 843.
- Giselbert II, comte vers 843-870, comte de Lommegau vers 863/866. El 846 va segrestar a la filla de l'emperador Lotari I i s'hi va casar (enllaç finalment reconegut el 849). Va perdre Maasgau el 870 quan va passar a França. Va morir entre 877 i 892
- Enguerrand I, 870-880, també comte de Gant, de Courtrai i de Tournai, nomenat pel rei Carles el Calb que acabava d'annexionar Lotaríngia.
- Renyer I, fill de Gislebert de Maasgau, comte 880-898. Deposat el 898 per Zuentibold. Va morir a Meerssen entre el 25 d'agost del 915 i el 19 de gener de 916.
- Sigard comte 898-920 († 920). El 911 va conservar el càrrec quan el ducat de Lotaríngia va passar al regne de Francia Occidental.
- Enguerrand II, parent d'Enguerrand I, comte 920-925. El 925 el ducat de Lotaríngia va retornar a Germània i Enric el Falconer va nomenar comte a :
- Renyer II 925-932, comte de l'Alt Maasgau o Hainaut, en endavant vegeu "comtat d'Hainaut"
- Gislebert de Lotaríngia, 925-939 († 939), comte del Baix Maasgau i abat laic de Stavelot i de Saint-Maximin de Trèveris. Casat amb Gerberga de saxònia, filla d'Enric I d'Alemanya|Enric el Falconer, el seu sogre el va fer duc vers el 928/929. revoltat contra el seu cunyat Otó I el 838, va morir en combat el 839. En endavant "comtat de Lieja"

## Nota
1. ↑  La formation territoriale des principautés belges au moyen-âge, Brussel·les 1902